# Мвапе Міало
Мвапе Міало (фр. Mwape Mialo, нар. 30 грудня 1951) — заїрський футболіст, що грав на позиції захисника.

## Виступи за збірну
1974 року був учасником першої в історії для збірної ДР Конго/Заїру світової першості — чемпіонату світу 1974 у ФРН. У своїй групі команда зайняла останнє 4 місце, поступившись Шотландії, Бразилії та Югославії. Міало на поле не виходив, а команда встановила антирекорд чемпіонатів світу, пропустивши 14 голів і не забивши жодного.
Останнім великим турніром для Мвапе став Кубок африканських націй 1976 року, на якому Заїр посів останнє місце у групі, а Бабо зіграв у двох з трьох іграх своєї команди.